# Yoko eta lagunak
Yoko eta lagunak (Yoko i els seus amics) és una pel·lícula d'animació espanyola infantil dirigida per Iñigo Berasategui, Juanjo Elordi i Rixat Gilmetdinov, amb guió d'Edorta Barruetabeña i produïda per Yokoren Kluba Aie, la russa Wizart Animation, Somuga i Dibulitoon. Dirigid a públic de 4-8 anys, l'original fou doblada en basc i es va estrenar el 13 de setembre de 2015 a 52 cinemes.

## Sinopsi
Vik i els seus pares s'han mudat a una altra ciutat per tercera vegada. Vik és tímid i gairebé no fa amics. A més, quan es relaciona, donen al seu pare una altra feina en algun lloc ben lluny.
Vik és molt feliç, aquesta vegada, perquè de seguida va fer amics al parc de la ciutat: Mai i Oto. Els seus jocs són tan alegres que atrauen a una criatura màgica del parc: Yoko.

## Doblatge de veu en basc
- Eva Ojanguren: Marisol / Oto
- Jaione Intxausti: Mai / Nadiya
- Arantxa Moñux: Vik
- H.D. Quinn: Yoko
- Kiko Jauregi: Abhay
- Josu Mitxelena: Markus
- Aintzane Krujeiras: Itziar
- Loinaz Jauregi: Kristina

## Nominacions i premis
Va guanyar el "Giraldillo júnior" al Festival de Cinema Europeu de Sevilla de 2015. També fou nominada al Goya a la millor pel·lícula d'animació (2016) i al millor llargmetratge d'animació a les Medalles del Cercle d'Escriptors Cinematogràfics de 2015.